# Der Vogel (1988)
Der Vogel ist eine DDR-Fernsehkomödie aus dem Jahr 1988.

## Handlung
Bernd Vogel arbeitet als Fahrer für eine Wäscherei und ist ein lebenslustiger, hilfsbereiter und etwas kindischer Zeitgenosse. Er ist verwitwet, hat eine lockere Beziehung zu seiner Nachbarin, der Kaufhallen-Kassiererin Berta, und kümmert sich um seine jugendliche Tochter Antje. Für die Wochenenden plant er Radtouren und andere Unternehmungen mit den beiden und will nicht einsehen, dass Antje langsam erwachsen wird weniger Zeit mit ihrem Vater verbringen will.
Auf einer seiner Wäschefahrten lernt er Renate kennen, eine junge Tänzerin und alleinerziehende Mutter der kleinen Julia. Er hilft den beiden mit kleinen Reparaturen im Haushalt, bringt sie zum Lachen, und verheimlicht sie gegenüber Berta.
Indessen beginnt Antje eine Beziehung mit dem jungen Bauarbeiter Jan, traut sich aber nicht, ihn ihrem Vater vorzustellen. Der schleicht ihr sogar in die Disco nach, worauf sie eine Ausrede erfindet, um nicht bei der sonntäglichen Radtour dabei sein zu müssen. Berta redet auf Bernd ein, endlich einzusehen, dass Antje erwachsen wird. Sie schlägt ihm vor, zu ihm zu ziehen und ihre Wohnung Jan und Antje zu überlassen. Bernd ist strikt dagegen. Als Bernd eines Tages Jan mit einer schwangeren jungen Frau auf der Straße sieht, glaubt er, dass dieser ein Doppelleben führt. Er eilt nach Hause, erwischt Jan und Antje im Bett und wirft den nur in Unterhose bekleideten Jan aus der Wohnung. Erst dann kann Antje das Missverständnis aufklären: die junge schwangere Frau ist Jans Schwester. Bernd sieht nun ein, dass er Antje loslassen muss, und fühlt sich innerlich schon fast als Großvater.
Je mehr Zeit Bernd mit Renate verbringt, umso mehr spürt Berta, dass er sich von ihr distanziert und sich nicht an sie binden will. Also lässt sie sich von einem älteren Herrn, dem Bäckermeister Rudolf, erst ins Konzert und dann zu einer Schiffstour einladen. Doch dann erfährt Bernd, dass Renate gar nicht alleinerziehend ist: Julia hat einen Vater, dieser war nur lange weg und kehrt nun nach Hause zurück. Bernd kehrt reumütig zu Berta zurück und besteigt in letzter Sekunde das Ausflugsschiff, wo er Berta einen Heiratsantrag macht.

## Produktion
Der Film wurde am 5. Januar 1988 zuerst im Fernsehen der DDR ausgestrahlt. 2016 erschien er bei Icestorm Entertainment auf DVD.

## Rezeption
„Vorwiegend turbulent und heiter geht es in diesem Film zu, in dem Heinz Rennhacks vielseitigen Talente zur Geltung kommen.“

„Etwas flügellahm“